# Росиця (Добрицька область)
Роси́ця (болг. Росица) — село в Добрицькій області Болгарії. Входить до складу общини Генерал-Тошево.

## Населення
За даними перепису населення 2011 року у селі проживали 364 особи.
Національний склад населення села:
| Національність   | Кількість осіб | Відсоток |
| ---------------- | -------------- | -------- |
| болгари          | 206            | 57,2%    |
| турки            | 125            | 34,7%    |
| цигани           | 29             | 8,1%     |
| інша             | 0              | 0%       |
| не визначились   | 0              | 0%       |
| Всього відповіли | 360            |          |

Розподіл населення за віком у 2011 році:
Динаміка населення: